# Джони Джоели
Джовани Джузепе Баптиста Джоели познат в метъл средите като Джони Джоели (на английски: Johnny Gioeli) (роден на 5 октомври 1967 г. в Бруклин, Ню Йорк) е американски рок певец.

## Биография
Музикалната кариера на Джоели започва в началото на 80-те години на миналия век, след като с по-големия си брат Джоуи сформира групата Phaze. След това те преименуват групата на Brunette и опитват късмета си в Холивуд. Някои демо записи обаче не донесят желания успех и така те отново разпадат групата. След това Джони Джоели и брат му основават групата Hardline заедно с китариста на Journey Нийл Шон и издават албума Double Eclipse през 1992 г. Последва турне в САЩ с Mr. Big и the Electric Boys. Групата успява да постигне позиция в новодошлите класации на Достигнете на списание Billboard. След като Пол Аткинсън, мениджър на Hardlines AOR, напусна звукозаписната компания MCA Records, има спорове с неговия наследник и групата се разпадна.Впоследствие Джони и брат му се оттеглят в семейния живот.
През 1998 г. Джони Джоели се присъединява към групата на Axel Rudi Pell и изпява общо десет студийни албума с китариста. С Crush 40 той също основава проект с Jun Senoue, който създава музиката за няколко видео игри Sonic за групата Sega ..
През 2002 г. Джоели се активира отново с брат си Hardline. Боби Рок от Brunette (барабани) и клавиристът Майкъл Т. Рос (Angel) подкрепят братята. Заедно записват албума II (2002). Албум на живо е издаден през 2003 г., а албумът Leaving the End Open през 2009 г. Последната досега творба Life е публикувана през 2019 г.
Джони Джоели работи допълнително за интернет компания.
С вокалистката Светлана Близнакова от Севи изпълнява дует в песента „Jaded“ през 2021 г.

## Дискография

### С Accomplice
- She’s on Fire – 2006

### СAxel Rudi Pell[3]
- Oceans of Time – 1998
- The Ballads II – 1999
- The Masquerade Ball – 2000
- The Wizards’s Chosen Few – компилация – 2000
- Shadow Zone – 2002
- Knights Live – 2002
- Kings and Queens – 2004
- The Ballads III – 2004
- Mystica – 2006
- Diamonds Unlocked – 2007
- Tales of the Crown – 2008
- The Crest – 2010
- The Ballads IV – 2011
- Circle of the Oath – 2012
- Into the Storm – 2014
- Game of Sins – 2016
- Knights Call – 2018
- Sign of the Times – 2020
- Diamonds Unlocked II – 2021

### С Hardline
- Double Eclipse – 1992
- II – 2002
- Live at the Gods – Live CD/DVD – 2003
- Leaving the – End Open – 2009
- Danger Zone – 2012
- Human Nature – 2016
- Life – 2019

### С Crush 40
- Sonic Adventure Vocal – мини албум – (песен с Attitude) – 1998
- Thrill of the Feel – 2000), damals noch unter dem Namen Sons of Angels
- Crush 40 – 2003
- Triple Threat: Sonic Heroes Vocal Trax – 2003
- Shadow the Hedgehog: Lost And Found Original Soundtrack – 2006
- Sonic the Hedgehog Vocal Traxx: Several Wills – 2007
- True Blue: The Best of Sonic the Hedgehog – 2008
- Face to Faith: Sonic and the Black Knight Vocal Trax – 2009
- The Best of Crush 40: Super Sonic Songs – 2009
- True Colors: The Best of Sonic the Hedgehog Part 2 – 2009
- Sonic Free Riders: Break Free Original Soundtrack – 2010
- Song Of Hope – сингъл – 2011
- Sonic the Hedgehog CD Original Soundtrack 20th Anniversary Edition – 2011
- One of Those Days – сингъл – 2012
- Rise Again – сингъл – 2012
- Sonic Youth – сингъл – 2012
- Crush 40 – Ел Пи – Summer Of Sonic – 2012 exklusiv
- Live! – 2012
- 2 Nights 2 Remember – 2015
- Green Light Ride – сингъл – 2018
- Driving Through Forever – The Ultimate Crush 40 Collection – 2019
- Weitere Veröffentlichungen[Bearbeiten]
- Brunette – Demos 89 – 90 – компилация – 1990
- Genius: Rock Opera – Episode 2 In Search Of The Little Prince – 2005)
- Voices of Rock – MMVII – 2007)
- Set the World on Fire – (с Дийн Кастроново) – 2018
- One Voice – 2018